# Il Guarany
Il Guarany (El guaraní) es una ópera ballet con música de Antônio Carlos Gomes y libreto en italiano de Antonio Scalvini y Carlo D'Ormeville, basado en la novela O Guarani, escrita por José de Alencar. La obra se estrenó el 19 de marzo de 1870 en el Teatro alla Scala de Milán.

## Historia
Gomes abandonó su Brasil natal en 1864 tras el éxito obtenido con sus dos primeras óperas para poder estudiar en el conservatorio local. Se cuenta que fue allí cuando en 1867 escuchó a un vendedor ambulante vocear el título de la obra de Alencar, lo que atrajo su atención para componer una ópera basada en la novela. Pero la idea probablemente era anterior, quizá incluso de su etapa brasileña. En todo caso, era el argumento ideal para su intención de componer una ópera de estilo plenamente italiano pero de ambientación brasileña, resaltando los elementos indígenas y el encuentro de éstos con la civilización euopea. Gomes no interfiere en la elaboración del libreto, que supuso la eliminación de algunos personajes y escenas relevantes en la novela.
El estreno se produjo en La Scala de Milán el 19 de marzo de 1870. Dirigió el estreno Eugenio Terziani y lo protagonizaron: Teodoro Coloni (Dom Antonio de Mariz), Marie Sasse (Cecilia), Giuseppe Villani (Peri), Enrico Storti (Gonzales), Víctor Maurel (Cacico), Severino Mazza (Alonso y Pedro), Giuseppe Masato (Don Álvaro) y Annibale Micheloni (Ruy-Bento).
La ópera tuvo más representaciones en los siguientes años, representándose en otras ciudades italianas (1872 en Trieste, Catania o Turín, 1874 en el Teatro La Fenice de Venecia, protagonizada por Francesco Tamagno),  europeas (Londres en 1872, Barcelona en 1876, San Petersburgo en 1879, Niza y Lisboa en 1880) y americanas (Buenos Aires en 1874, Montevideo en 1876, La Havana en 1878, Ciudad de México en 1883 y San Francisco y Nueva York en 1884. La primera representación en Brasil tuvo lugar en Río de Janeiro el 2 de diciembre de 1870, en el Theatro Lyrico Fluminense.  La ópera destaca por ser la primera ópera brasileña que consiguió aclamación fuera de Brasil.
El dueto Sento una forza indomita para tenor y soprano se puso de moda: está en el repertorio discográfico de Francesco Marconi con Bice Mililotti, 1908, y de Enrico Caruso con Emmy Destinn, 1914. Maria Alice Volpe ha analizado el subtexto histórico del movimiento Indianismo detrás de la ópera. La ópera se representaba todavía en la primera mitad del siglo XX en Italia. En 1996 se representó en la Ópera Nacional de Washington y en Sofía.
La ópera se representa poco en la actualidad. En las estadísticas de Operabase figuran 5 representaciones entre los años 2004 y 2018, todas ellas en Brasil, siendo la cuarta ópera más representada de Gomes y la n.º 44 en Brasil.

## Personajes
| Personaje                             | Voz      | Intérpretes del estreno (Director: Eugenio Terziani) |
| ------------------------------------- | -------- | ---------------------------------------------------- |
| Don Antonio de Mariz, noble portugués | bajo     | Teodoro Coloni                                       |
| Cecilia, su hija                      | soprano  | Marie Constance Sass                                 |
| Peri, hijo del Guarany (líder tribal) | tenor    | Giuseppe Villani                                     |
| Gonzales, aventurero español          | barítono | Enrico Storti                                        |
| Cacico, líder de los indios Aymoré    | bajo     | Víctor Maurel                                        |
| Alonso                                | bajo     | Severino Mazza                                       |
| Don Álvaro                            | tenor    | Giuseppe Masato                                      |
| Ruy-Bento                             | tenor    | Annibale Micheloni                                   |
| Pedro                                 | bajo     | Severino Mazza                                       |

## Argumento
La trama tiene lugar en Río de Janeiro y alrededores, en Brasil, en 1560. 
Acto I
Explanada ante el castillo de Don Antonio de Mariz
Tras unos días de caza en la selva, un grupo de aventureros españoles y portugueses regresan al castillo de Don Antonio, quien los hospeda. Surgen problemas entre ellos, ya que tanto el español Gonzales como el portugués Álvaro están enamorados de la hija de Antonio, Cecilia, prometida a este último. Gonzales se propone impedir la boda entre ellos. 
Sale a recibirlos Antonio, quien les cuenta que, por accidente, un portugués ha matado a una muchacha aymoré, y ahora los indios claman venganza. Consiguieron, de hecho, raptar a Cecilia, pero ésta fue salvada por el indio guaraní Pery, que llega en ese momento. El indio promete lealtad a Antonio y vigila a los aymoré para frustrar su ataque. 
Sale entonces Cecilia, cantando alegremente. Pero su humor cambia cuando su padre le dice que su prometido Álvaro está de vuelta, aunque promete acatar la voluntad de su padre. Llega entonces la ora de rezar el Ave María, y todos se arrodillan. Pery, detrás de todos, escucha a Gonzales decir a sus compañeros que se reúnan esa noche con él en la cueva de la selva, y sospecha que trama algo. 
Todos entran al castillo excepto Cecilia y Pery. Ambos se confiesas su amor y él jura protegerla, por lo que va a espiar a los aventureros que se van a reunir en la cueva, aunque sin contarle nada a ella (dúo "Sento una forza indomita").  
Acto II
Cueva en la selva
Llega Pery, dispuesto a escuchar lo que trama Gonzales, y se esconde en un árbol hueco. Llegan los aventureros, y Gonzales dice conocer la ubicación de una mina secreta para conseguir que sus amigos se unan en su rebelión. Pero su intención final es raptar a Cecilia. Pery grita desde su escondite, y Ruy y Alonso parten en busca del espía, dejando a Gonzales solo. Pery entonces se enfrenta a él y lo derrota, pero le perdona la vida a cambio de que jure marcharse de inmediato del lugar. Pero Gonzales, aunque jura, no tiene intención de marcharse. 
Campamento de los colonos
Alonso y Ruy consiguen que los aventureros se unan a su sublevación, ya que sólo viven por el oro. Llega Gonzales, que oculta a sus compañeros su encuentro con Pery, canta la canción de los aventureros (aria: "Senza tetto, senza cuna) y luego prepara todo para su plan de raptar a Cecilia esa misma noche. 
Habitación de Cecilia
Antes de irse a la cama, Cecilia canta (romanza: C'era una volta un príncipe"). Cuando ella se va a la cama, entra Gonzales por la ventana, dispuesto a raptarla. Ella grita por ayuda y se resiste, hasta que una flecha entra por la ventana y hiere a Gonzales en la mano; Cecilia reconoce que es la flecha de Pery. Alarmado por los gritos, llega Álvaro, que tiene que enfrentarse a los aventureros que apoyan a Gonzales. Don Antonio recrimina la traición a los colonos, que no cuentan lo que sucede, así que es el Pery quien desvela lo sucedido: Gonzales es un traidor que ha querido raptar a Cecilia, y la prueba es la herida que tiene en la mano. Todos son entonces interrumpidos por el ruido del ataque de los aymoré, que han rodeado el castillo; esto obliga a todos a unir sus fuerzas, aunque Gonzales sigue sin renunciar a su objetivo.
Acto III
Campamento de los aymoré
Los aymoré han conseguido raptar a Cecilia, a la que llevan a su campamento. Su líder, Cacico, embrujado por su belleza, se enfrenta a los miembros de la tribu, quienes quieren matarla, y planea casarse con ella. Pery se acerca al campamento para rescatarla, pero es capturado; los aymoré reconocen en él al aliado de los portugueses y lo condenado a muerte: según sus rituales antropófagos, será devorado por los ancianos de la tribu. 
Comienza la ceremonia. El cacique le pide a Cecilia que, como última gracia, le de un beso a Pery, y los dejan a los dos a solas. Él entonces le cuenta a Cecilia que Don Antonio está a salvo. Cecilia planea matarse a sí misma para salvar a su amado, pero él no lo permite (dúo: "Perché di meste lagrime"). Cuando los aymoré se preparan para matarlo, él toma un veneno que llevaba al cuello. Los indios rezan a sus dioses y, cuando se disponen a herir a Pery, son sorprendidos por los portugueses, que rescatan a la pareja. El cacique muere en el enfrentamiento.
Acto IV
Subterráneos del castillo
Los aventureros esperan la llegada de Gonzales, temerosos de la condena a muerte que les aguarda si regresa Antonio. Cuando llega Gonzales, le informan que Álvaro y muchos de los hombres de Antonio cayeron en el combate, dejando al portugués sin posibilidades de enfrentarse a ellos, y que Cecilia y Pery están a salvo. Gonzales les dice que ha pactado con los Aymoré; los aventureros se muestran al principio reacios al pacto, pero Gonzales les convence recordándoles lo que les espera a manos de Antonio. Los aymoré quieren a Antonio en sus manos, y Gonzales quiere matar a Pery y quedarse con Cecilia. 
Cuando salen por una puerta, llega Antonio por otra; ha escuchado sus planes y planea contraatacar. Llega entonces Pery, que, al ser liberado, corrió a la selva en busca de un antídoto para el veneno que había tomado. Antonio le dice que huya antes de que él vuele por los aires el castillo, pero Pery le contesta que ha preparado un puente para cruzar el foso del castillo, y le pide llevarse a Cecilia consigo y así salvarla. Antonio le dice que él no tiene problema, pero que Dios no lo permite, por ser él adorador de ídolos. Pery le pide entonces al portugués que lo bautice como cristiano, algo que él hace de inmediato. 
Llega entonces Cecilia, alarmada por el avance aymoré. Antonio le cuenta que Pery ahora es cristiano y le pide que huya con él para salvar su vida; Cecilia se niega, pero ante la tensión por el sonido de los aymoré y de los aventureros que ya se acercan, se desmaya y Pery se la lleva consigo. Aparecen entonces Gonzales y los aventureros, y Antonio acerca una antorcha a los barriles de pólvora que guarda en los subterráneos, volando así por los aires el castillo y a todos sus ocupantes. Pery y Cecilia han conseguido salvarse.

## Estructura
- Sinfonía (Obertura)

Acto I
- Coro de Cazadores - Scorre il cacciator
- Diálogo, escena y Salida de Pery
- Polaca - Salida de Cecilia - Gentile di cuore (Cecilia)
- Ave Maria
- Seguito y stretta - Venga pur l'iniqua schiera
- Escena e Dúo - Sento una forza indomita (Pery, Cecilia)

Acto II
- Escena y Aria - Vanto io pur superba cuna (Pery)
- Escena y Dúo -  Serpe vil (Pery, Gonzales)
- Coro de Aventureros - L'oro è un ente sì giocondo
- Canción de los Aventureros - Senza tetto, senza cuna (Gonzales, Coro)
- Balada - C'era una volta un principe (Cecilia)
- Escena y Dúo - Donna, tu forse l'unica (Gonzales, Cecilia)
- Concertante - Final segundo - Vedi quel volto livido
- Cierre del Final segundo - Vile indiano, trema! Trema!

Atto Terzo
- Coro de los Aymore - Aspra, crudel, terribile
- Escena e Duetino - Giovinetta, nello sguardo (Cacico, Cecilia)
- Coro y Trío - Or bene, insano (Cacico, Pery, Cecilia)
- Introducción, Bailable y Acción mímica
- Gran Marcha - Bacanal indio
- Escena - Il passo estremo
- Gran Escena y Dúo - Perché di meste lagrime (Pery, Cecilia)
- Invocación - O Dio degli Aimorè (Cacico)
- Escena - Final Tercero

Atto Quarto
- Coro, Escena y Conjura - In quest'ora suprema (Gonzales)
- Escena del Bautismo - Sul cupo torrente (Pery, Antonio)
- Gran Escena e Trío - final último - Con te giurai di vivere (Cecilia, Antonio, Pery)

## Discografía
| Año  | Reparto (Pery, Cecilia, Gonzales, Antonio, Cacico)                                      | Director de Orquesta | Sello discográfico |
| ---- | --------------------------------------------------------------------------------------- | -------------------- | ------------------ |
| 1959 | Manrico Patassini, Niza de Castro Tank, Paulo Fortes, José Perrota, Juan Carlos Ortiz   | Armando Belardi      | Arkadia            |
| 1994 | Plácido Domingo, Verónica Villarroel, Carlos Álvarez, Hao Jiang Tian, Boris Martinovich | John Neschling       | Sony Classical     |